# Giuseppe Cellini

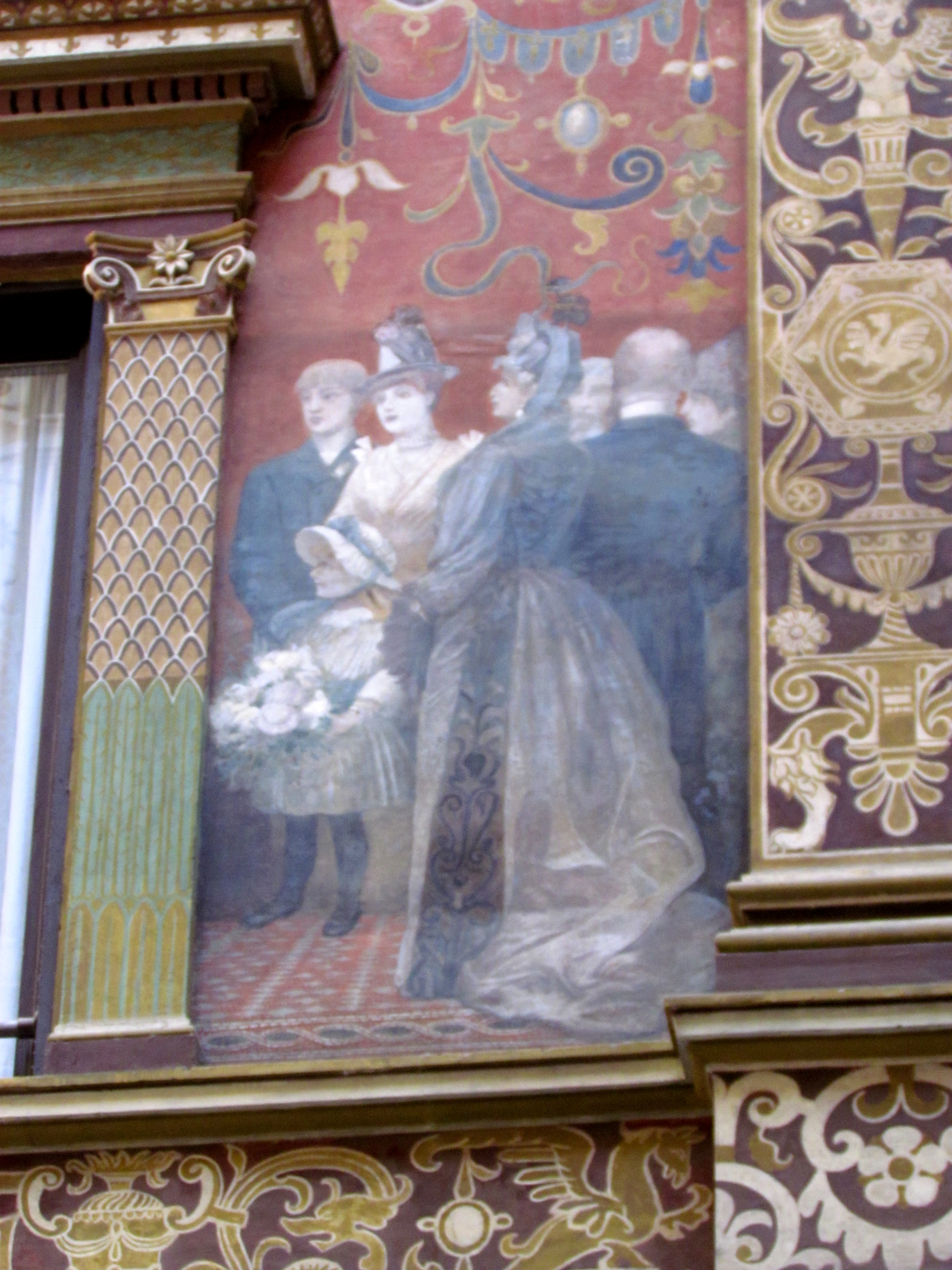
Giuseppe Cellini, Galleria Sciarra (part. 1)

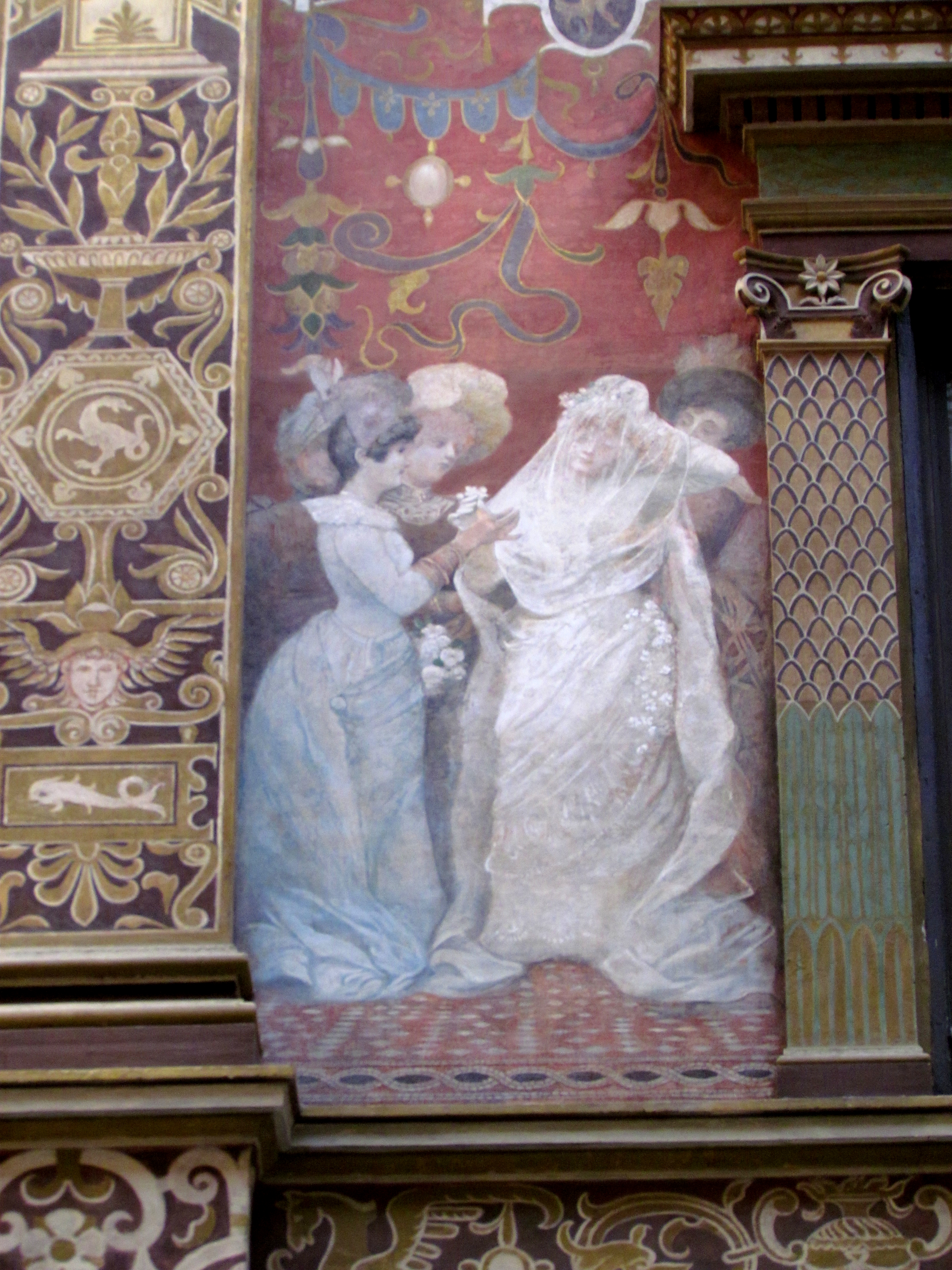
Giuseppe Cellini, Galleria Sciarra (part. 2)

Giuseppe Cellini (Roma, 9 dicembre 1855 – Roma, 29 aprile 1940) è stato un pittore e decoratore italiano.

## Biografia
Nasce a Roma il 9 dicembre 1855 da Annibale, miniatore e pittore purista e da Adelaide Severini, figlia dell'architetto Valentino. Rimasto orfano, entra nel collegio di Santa Maria in Aquiro. La famiglia Massimo sostiene le spese della educazione degli orfani Cellini. Diplomato all'Accademia di Belle Arti di Roma, nel 1875 insegna disegno in una scuola tecnica. Dal 1878 al 1880 studia al Museo artistico industriale. Nella sua formazione entrano la tradizione pittorica rinascimentale e le figure allegoriche, sia il gusto per grafica e decorazione, ereditato dal padre. Nino Costa lo spinge a cogliere emozioni dal vero, all'aperto, nella campagna romana. Costa aveva teorizzato le sue idee nel programma del Golden Club, una associazione fondata da lui nel 1875 e poi ripresa, nel 1883, dalla Scuola Etrusca, alla quale partecipa anche Cellini.

### Roma Bizantina
Dal 1881 Giuseppe Cellini collabora alla Cronaca bizantina, diretta, dal 1881 al 1885 da Angelo Sommaruga, poi da D'Annunzio. Ne disegna i fregi di gusto rinascimentale, i segni dello Zodiaco e le "Grazie, bizantinamente ammantate" della Nuova Cronaca (secondo la definizione di D'Annunzio). Nel 1882 ritrae Emilia Odescalchi e nel 1883 dipinge quattro medaglioni, in una sala di palazzo Odescalchi in Prati.
Decoratore elegante, crea sofisticate immagini in uno stile basato sulla inquadratura geometrica e sulle grafiche raffinatezze ornamentali. Erede della tradizione pittorica rinascimentale, crea figure di solida impostazione plastica, ma naturalmente atteggiate. 
Invitato da Alfonso De Bosis a collaborare al Convitto, disegna la copertina del primo volume, 1895, interpretando in chiave moderna le iniziali e i fregi degli antichi manoscritti. Illustra la traduzione di De Bosis di The Cenci di P. B. Shelley, 1898. Decora la villa Anziani alla Batteria Nomentana, decorazione che si conserva solo all'interno, e la sala di lettura della Biblioteca Casanatense, con immagini allegoriche, allusive a varie scienze, e con festoni e figure femminili. Le pitture della palazzina Borghese a Monte Brianzo, realizzate in quegli anni, sono distrutte.
Minia pergamene e diplomi di cittadinanza romana per illustri personaggi; disegna ex libris per le famiglie romane Primoli, Doria, Odescalchi; disegna i primi francobolli per Vittorio Emanuele III e la serie per il sesto centenario della morte di Dante. Cura l'addobbo di via Nazionale, per la venuta a Roma dell'imperatore di Germania Guglielmo II, 1888. Dipinge il trittico in legno, donato dalla città di Roma al presidente francese Émile Loubet, 1904, e i frontespizi per il calendari del 1898 e 1899, abbinati a musiche del maestro S. Saya e a testi di U. Fleres. Disegna stoffe, stucchi e oggetti che spesso suo fratello Pio Cellini realizzava in argento o in altri metalli.

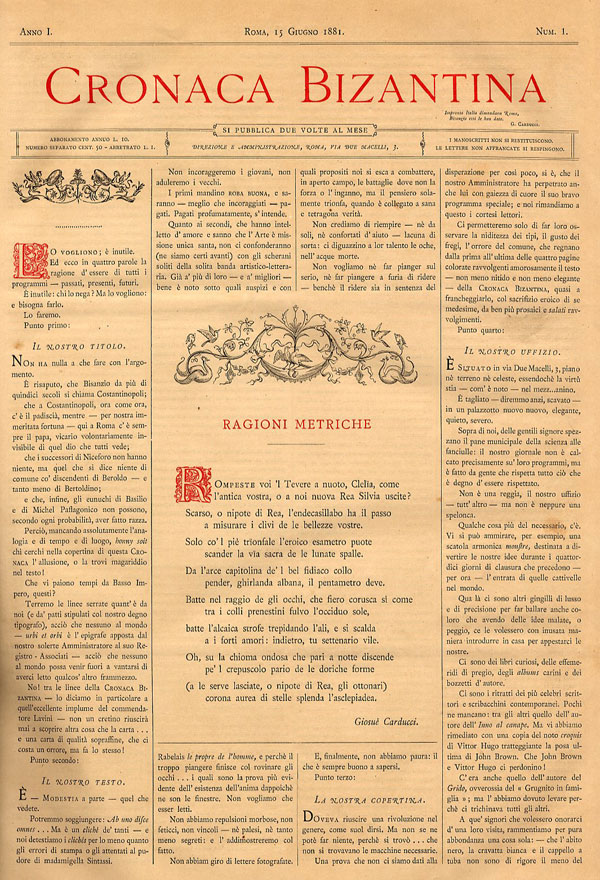
Cronaca Bizantina

### La Galleria Sciarra
Divide col pittore P. Giraud uno studio a passeggiata di Ripetta. Sposa Elena Orsini che gli offre una vita coniugale serena, allietata da sei figli. Ottiene l'incarico di decorare l'interno e la galleria di palazzo Sciarra che il principe Maffeo Sciarra ha fatto trasformare dall'architetto Giulio De Angelis. Cellini realizza sia la decorazione interna - porte con grottesche e scene mitologiche, camino neo cinquecentesco - sia gli affreschi della Galleria Sciarra, 1888. 
Influenzato da Giulio Salvadori, crea per le pareti della galleria un programma iconografico che esalta le virtù tradizionali della donna. Nel registro superiore scrive le didascalie: "Benigna", "Domina", "Amabilis", "Misericors", "Iusta", "Prudens"; nel registro inferiore racconta la vicenda familiare della donna: fanciulla, sposa e madre. L'allegoria non soffoca gli aspetti della vita quotidiana, in opposizione all'immagine femminile moderna, incarnata da Matilde Serao e dalla Contessa Lara, i cui scritti sono pubblicati sulla Cronaca.

### Gabriele d'Annunzio
Dall'incontro fra il pittore, Gabriele d'Annunzio e il gruppo "In arte libertas", fondato nel 1886, nasce l'idea della "editio picta", cioè del volume illustrato che rinnova, in chiave moderna, l'antico connubio fra illustrazione e testo, in un programma affine a quello di William Morris e di Burne Jones, a Londra. Chiama Giulio Aristide Sartorio, Enrico Coleman, Onorato Carlandi e Vincenzo Cabianca a collaborare alla illustrazione di Isaotta Guttadauro di D'Annunzio. Disegna nel 1895 la copertina per Allegoria d'Autunno, nel 1902 le allegorie per i primi due volumi delle Laudi e nel 1909 la copertina con il labirinto per Forse che sì forse che no.

### Attività didattica ed espositiva
Nel 1889, grazie a un concorso internazionale, si trasferisce in Portogallo. A Lisbona insegna alla Scuola di Belle Arti; ad Oporto alla Scuola d'arte applicata Don Enrique e lavora con João Oliveira alla decorazione della Borsa. Tornato in Italia, nel 1892, insegna a Modena, poi al Museo artistico di Napoli, diretto da Domenico Morelli. Nel 1894, a Roma, insegna all'Accademia di Belle Arti. Entra tra i XXV della campagna romana, associazione fondata il 24 maggio 1904, in continuazione del gruppo "In arte libertas". 
Espone alla Biennale di Venezia nel 1901 e nel 1905, e alla I Biennale di Roma del 1921. Nel 1916 inizia a decorare la cupola di Santa Rosa a Viterbo e nel 1918 completa le pitture delle sale di rappresentanza nel palazzo del ministero dell'Agricoltura, Industria e Commercio, con le allegorie del Commercio e dell'Industria, con fregi di grano, uva, pomi e olivo. Lavora a Villa Blanc, alla Batteria Nomentana.
Accademico di San Luca dal 1906, nel 1925 è ammesso fra i membri dell'Accademia dei Virtuosi al Pantheon.